# Laufender Hund

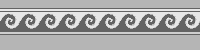
Laufender Hund

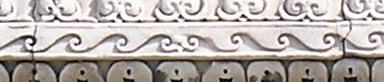
Laufender Hund mit Mittellösung

Als Laufender Hund (engl. Vitruvian scroll, running dog; frz. méandre, bandes de vagues; ital. can corrente; span. meandro) wird ein fortlaufender griechischer Ornament-Fries bezeichnet, der abstrahierten, sich überschlagenden Wasserwogen gleicht. Der Laufende Hund ist ein Wellenband im Gegensatz zum eckig gebrochenen Mäander.

## Begriffe
Der wissenschaftliche Begriff für den Laufenden Hund ist Vitruvianische Veloute, benannt nach dem römischen Architekturtheoretiker Vitruv aus dem ersten Jahrhundert nach Christus, oder Figura serpentinata, was auf die schlangenartige Form verweist.
Franz Sales Meyer nannte das Ornament 1888 in seinem Lehr- und Musterbuch zur Ornamentik eingedeutscht „Wasserwogenband“ und erklärte sich die „Entstehung als eine rein geometrische oder eine Übersetzung der Mäanderlinie ins Runde“.

## Anwendungen
Dieser Fries wird wie andere Mäanderformen als Tapetenmuster, Bordüre oder bei Intarsien in klassizistischen Möbeln genutzt. Das Ornamentband wird auch als Fries bei Gebäudefassaden verwendet.

Bildbeispiele
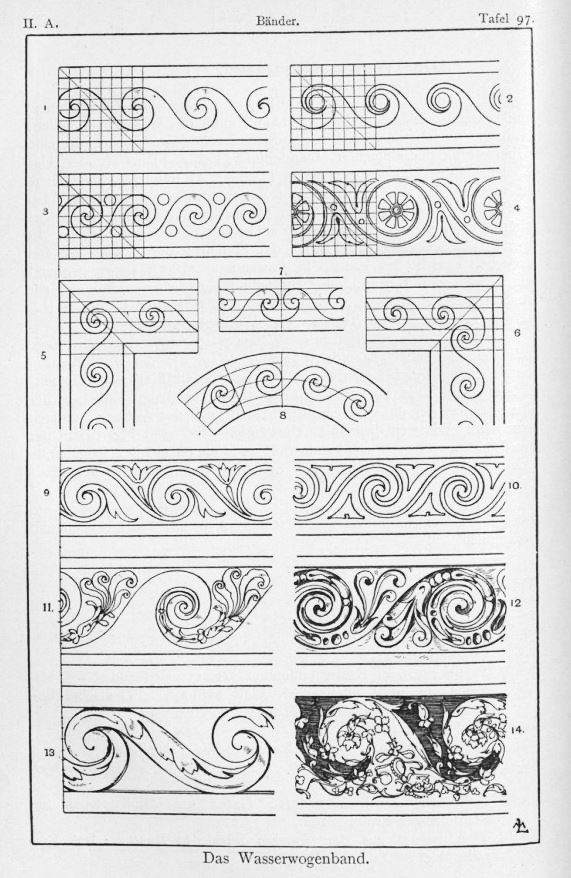
„Wasserwogenbänder“ nach Franz Sales Meyer (1888)
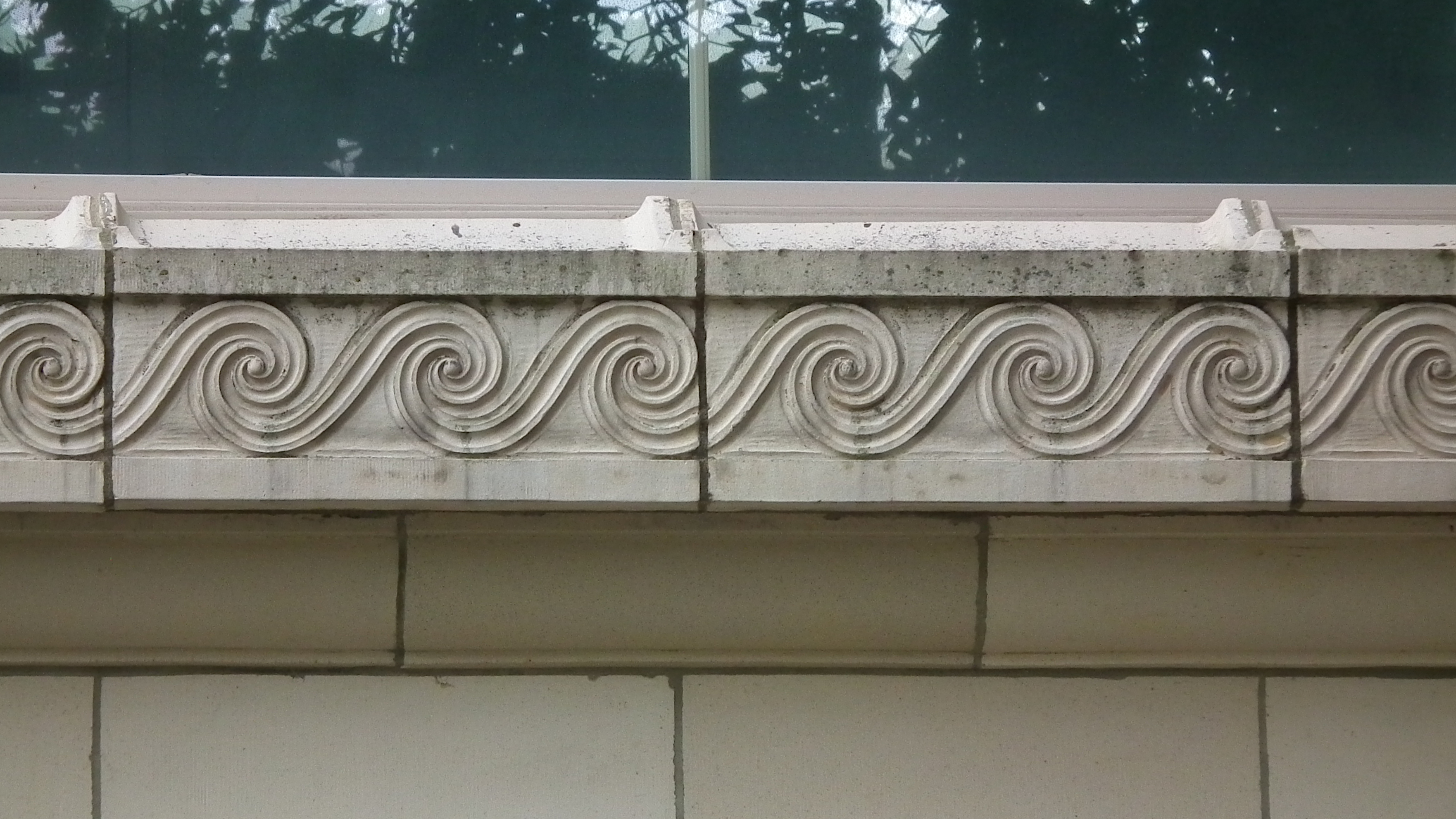
Laufender Hund als Gesims (Lee School, Pittsburgh)
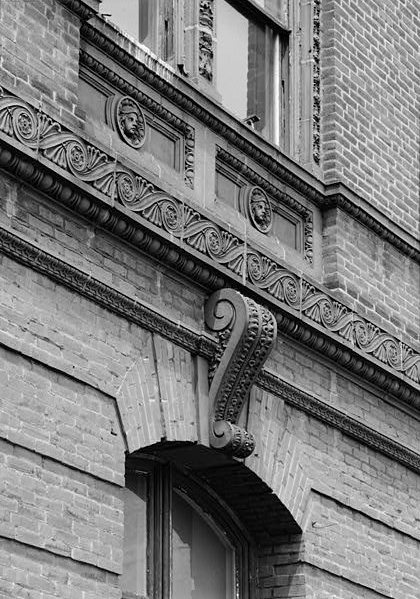
Laufender Hund als Gurtgesims, City Hall, Atlantic City
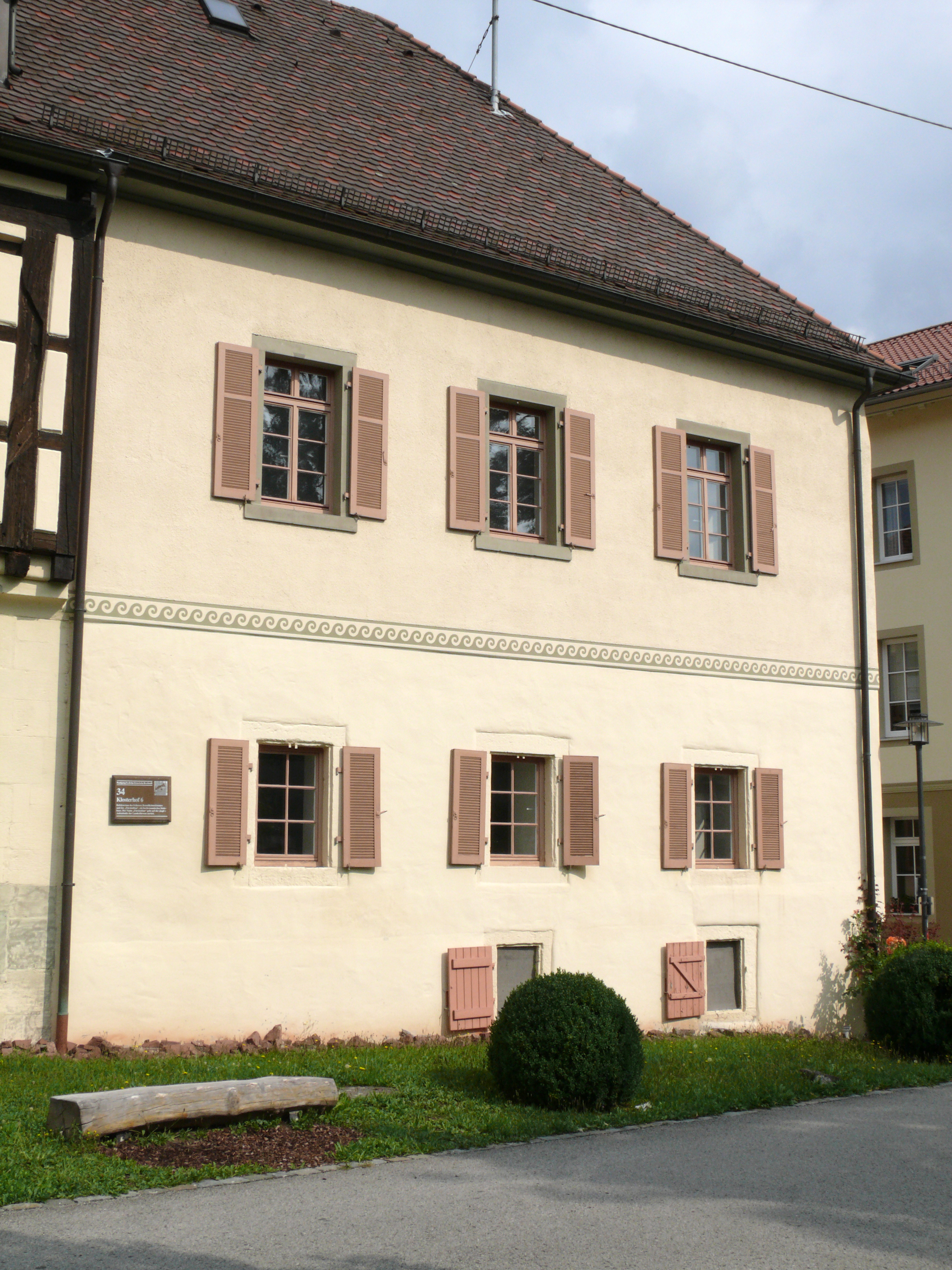
Laufender Hund als aufgemaltes Gurtgesims am sogenannten Fürstenbau in Murrhardt, Klosterhof 6
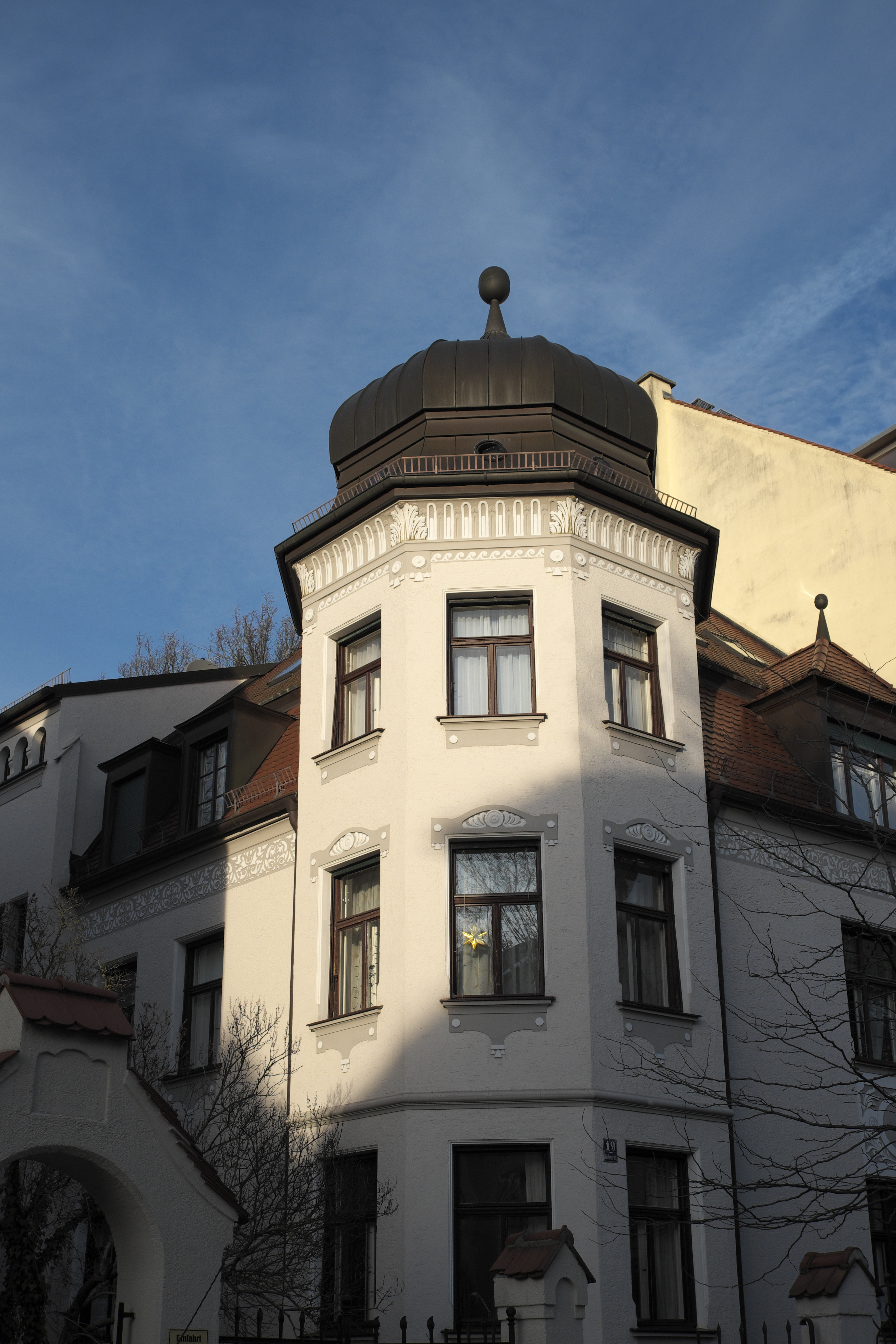
Laufender Hund als Jugendstil-Stuckfries unter einem Kranzgesims (München, Bothmerstraße 19)
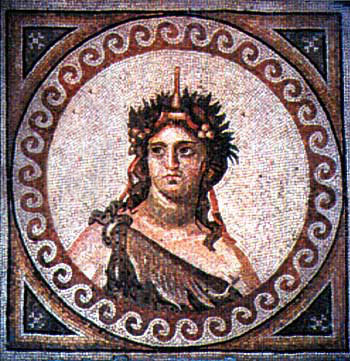
Laufender Hund als Rahmenfries eines Mosaiks in Antakya
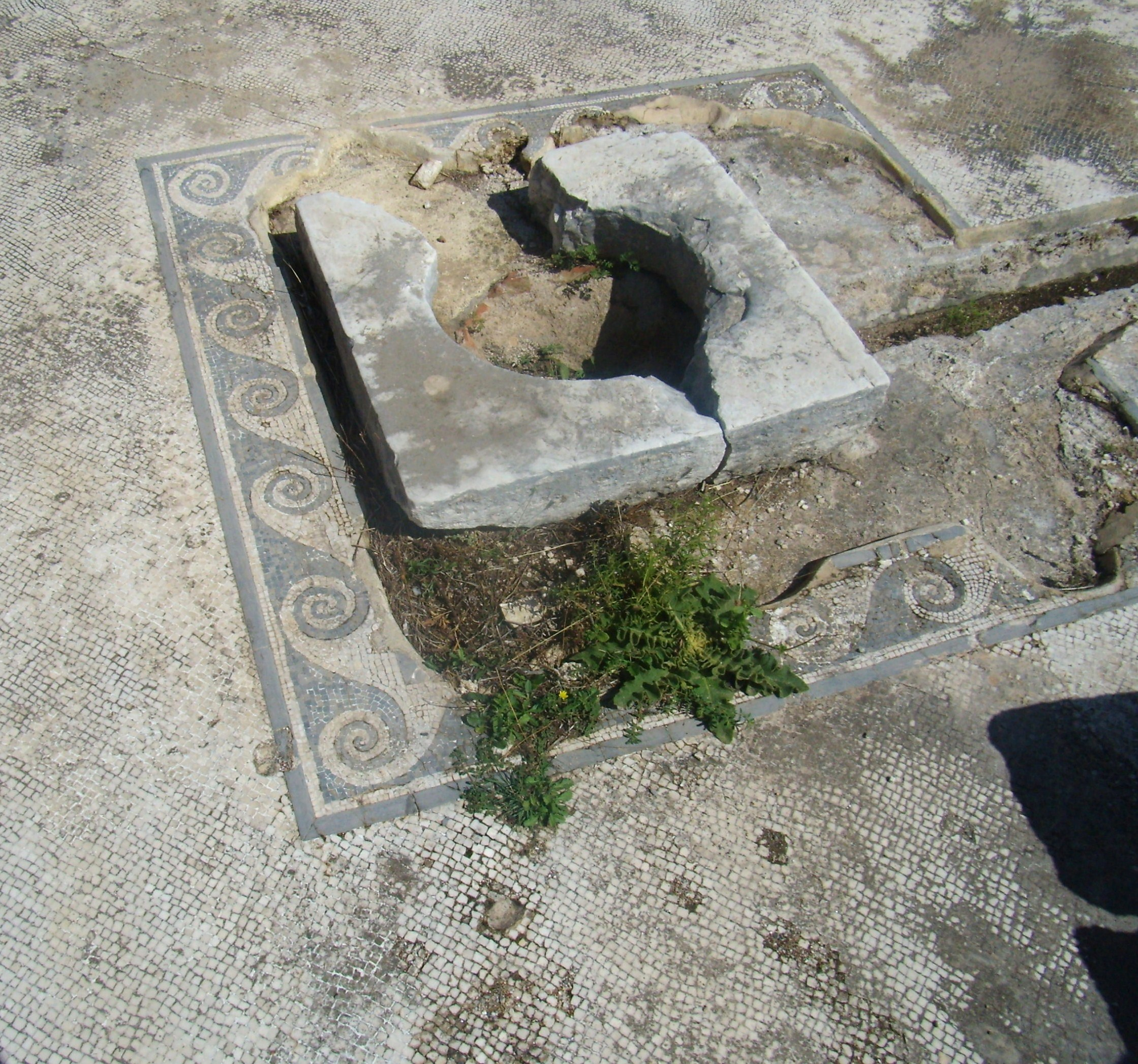
Laufender Hund als Mosaik-Fries im Haus der Leda, Solunt
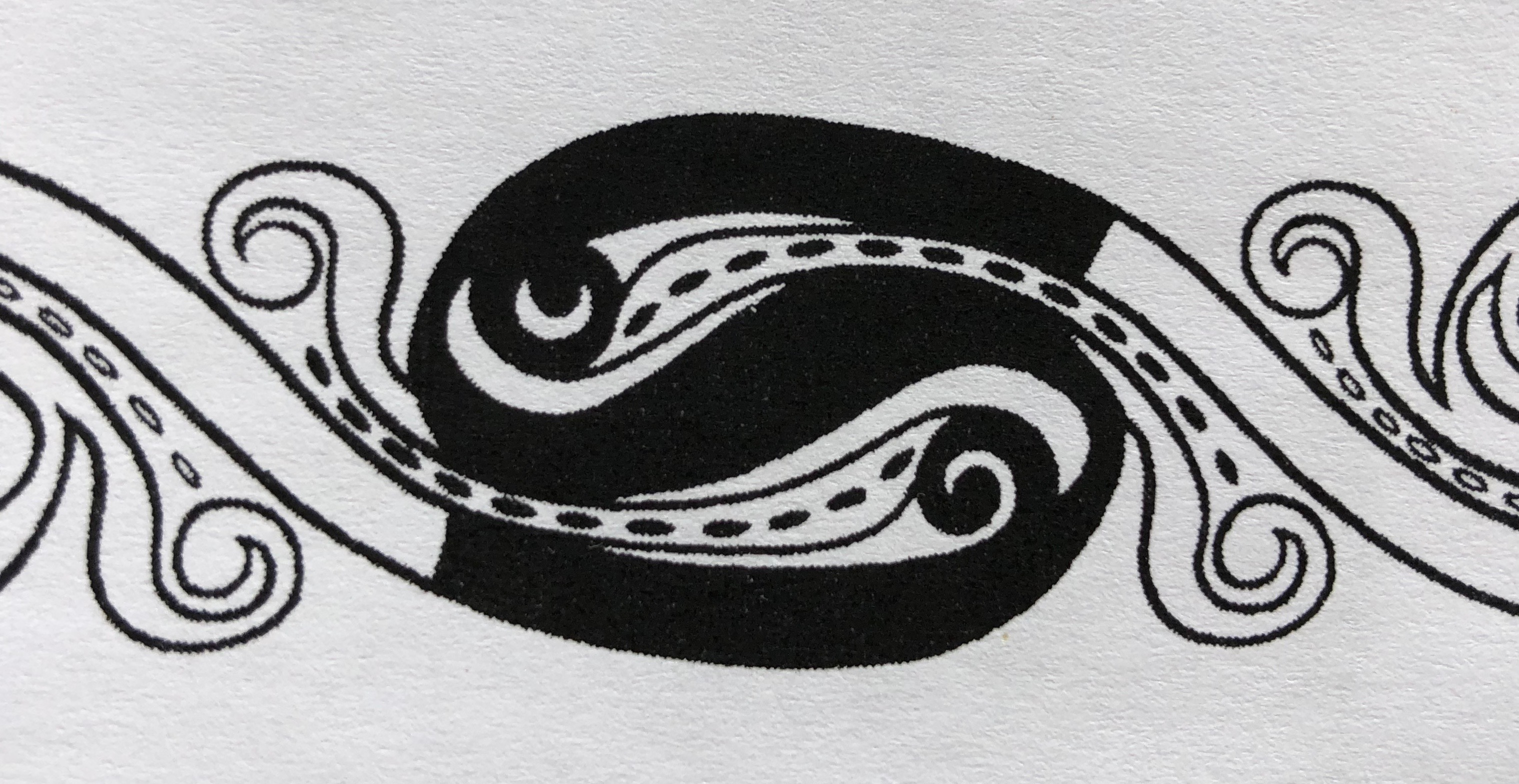
Laufender Hund an einem Armreif aus dem Goldschatz von Erstfeld